# Rio Shimamoto
Rio Shimamoto (?, 島本 理生, Shimamoto Rio; Itabashi, 18 maggio 1983) è una scrittrice giapponese.

## Biografia
Rio Shimamoto è nata a Itabashi, quartiere speciale di Tokyo, il 18 maggio 1983.
Mentre era ancora studentessa, ha esordito nella narrativa nel 2001 con il romanzo Shiruetto ottenendo il 44º Gunzo Prize for New Writers.
In seguito ha dato alle stampe numerose opere di narrativa tra le quali il romanzo bestseller Naratāju del 2005, trasposto nel film Narratage nel 2017 per la regia di Isao Yukisada con protagonisti il cantante  Jun Matsumoto e l'attrice Kasumi Arimura.
Nel 2018 è stata insignita del prestigioso Premio Naoki per il romanzo Fāsuto rabu, un giallo che narra di una studentessa universitaria arrestata per l'omicidio del padre.

## Opere

### Narrativa
- Shiruetto (2001)
- Ritoru bai ritoru (2003)
- Umareru mori (2004)
- Issen ichibyō no hibi (2005)
- Naratāju (2005)
- Kurōbā (2007)
- Anata no kokyū ga tomaru made (2007)
- Namiuchigiwa no hotaru (2008)
- Chica raifu (2008)
- Kimi ga furu hi (2009)
- Arare mo nai inori (2010)
- Mawatasō no jūnintachi (2010)
- Andastuando meibī (2010)
- Ōkina kuma ga kuru mae ni oyasumi (2010)
- Nanao no tame ni (2012)
- Bīkyū ren'ai gurume no susume (2013)
- Yodaka no kataomoi (2013)
- Shūmatsu wa kanojotachi no mono (2013)
- Reddo (2014)
- Tokumeisha no tame no Supika (2015)
- Inosento (2016)
- Watashitachi wa gin no fōku to kusuri o te ni shite (2017)
- Natsu no saidan (2018)
- Fāsuto rabu (2018)

### Antologie
- No geisha. Otto modi di essere donna nel Giappone di oggi (Japanese Women by Japanese Women, 2006)[5] di AA. VV., Milano, Mondadori, 2008 ISBN 978-88-04-57479-8.

## Adattamenti cinematografici
- Narratage (Naratâju), regia di Isao Yukisada (2017)

## Premi e riconoscimenti
- Gunzo Prize for New Writers: 2001 vincitrice con Shiruetto
- Noma Literary New Face Prize: 2003 vincitrice con Ritoru bai ritoru
- Premio Naoki: 2018 vincitrice con Fāsuto Rabu